# EKU 28
L'EKU 28, commercialmente nota come Kulminator Urtyp Hell  è una birra di stile doppelbock prodotta in Germania dall'industria Erste Kulmbacher Union Brauerei.
L'EKU 28 prende il nome dal numero di gradi saccarometrici, metodo di misura alcolico non più in uso, 28 appunto, che ne fanno una delle birre più forti al mondo. Il disciplinare di produzione di questa birra prevede una stagionatura di nove mesi, seguita da un breve periodo di raffreddamento. L'alto grado alcolico pari a 11,6°, non consente alla birra di sviluppare schiuma.
L'EKU 28 è una delle birre doppelbock più diffuse in Italia.